# Lucas Vorsterman II
Lucas Vorsterman II ou Lucas Vorsterman le Jeune (Anvers, 1624 – ca. 1666) est un graveur baroque flamand.

## Biographie
Lucas Vorsterman, dit le Jeune, est né le 27 mai 1624 à Anvers. Il est le fils de Lucas Vorsterman, dit l'Aîné, qui a travaillé comme graveur auprès des artistes flamands les plus influents tels que Pierre Paul Rubens et Antoine van Dyck.
Il est formé par son père et devient franc-maître de la guilde de Saint-Luc d'Anvers en 1651.
Il est mort vers 1666 à Anvers.

## Œuvre
Lucas Vorsterman le Jeune a fait des gravures d'après Pierre Paul Rubens, Antoine van Dyck, Jacob Jordaens et Cornelis Schut et a travaillé pour plusieurs projets éditoriaux à Anvers, en particulier le projet d'iconographie de Van Duck : Icones Principum Virorum, dans lequel a également participé son père.
Il a travaillé avec Gaspar Bouttats (en) sur des gravures d'après des dessins de Jan Peeters I pour la publication par Jacob Peeters de plusieurs séries d'estampes éditées sous le titre (original en français) Description des principales villes, havres et isles du golfe de Venise du cote oriental, comme aussi des villes et fortresses de la Moree et quelques places de la Grece et es isles principales de l'Archipel et fortresses dícelles et en suittes quelques places renommées de la Terre Saincte, et autres dessous la domination Ottomane vers le Midij et l'Orient, et quelques principales villes en Perse et le regne du Grand Mogol le tout en Abrege. Il s'agit d'une série de cartes et de vues de différents endroits du sud de l'Europe, du nord de l'Afrique et du Moyen-Orient.
Lucas Vorsterman a également réalisé plusieurs autres gravures de reproduction pour le catalogue illustré de David Teniers le Jeune sur les tableaux italiens de la collection de l'archiduc Léopold-Guillaume de Habsbourg. L'ouvrage, intitulé Theatrum Pictorium, a été publié à Anvers en 1658.
La Galerie nationale d'Écosse à Édimbourg conserve un dessin de Vorsterman le Jeune.
Les œuvres de Lucas Vorsterman II sont considérées par les spécialistes comme manquant de qualité technique de dessin, et comme montrant une exécution trop mécanique et peu artistique.

Choix de gravures de Lucas Vorsterman II
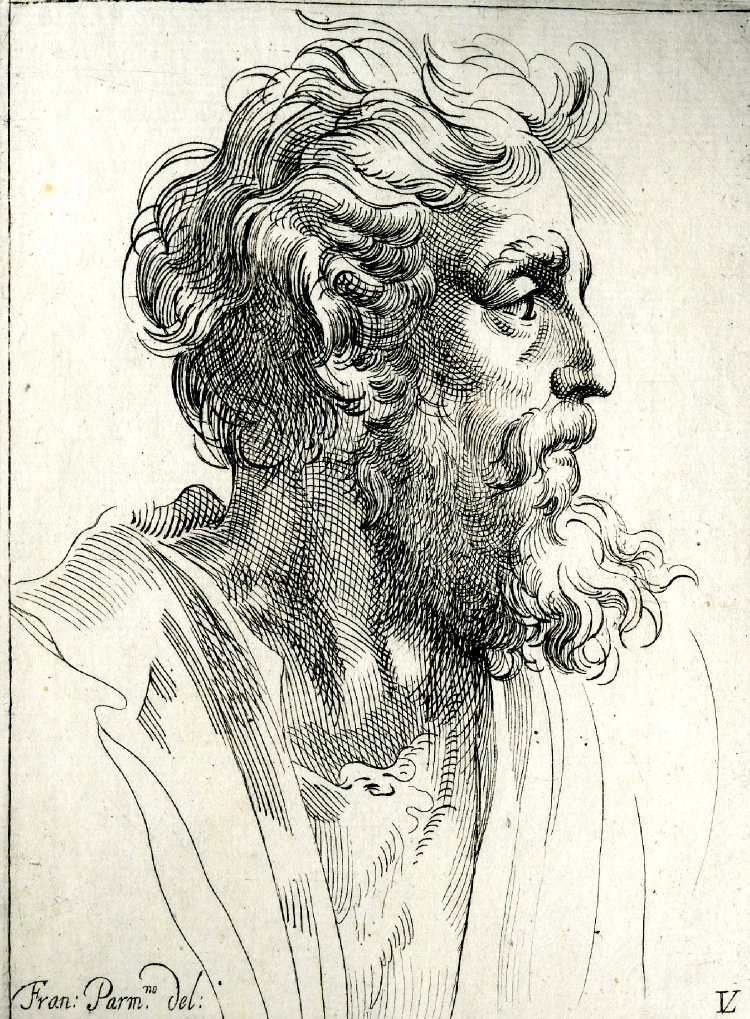
Tête d'un homme barbu de profil de droite
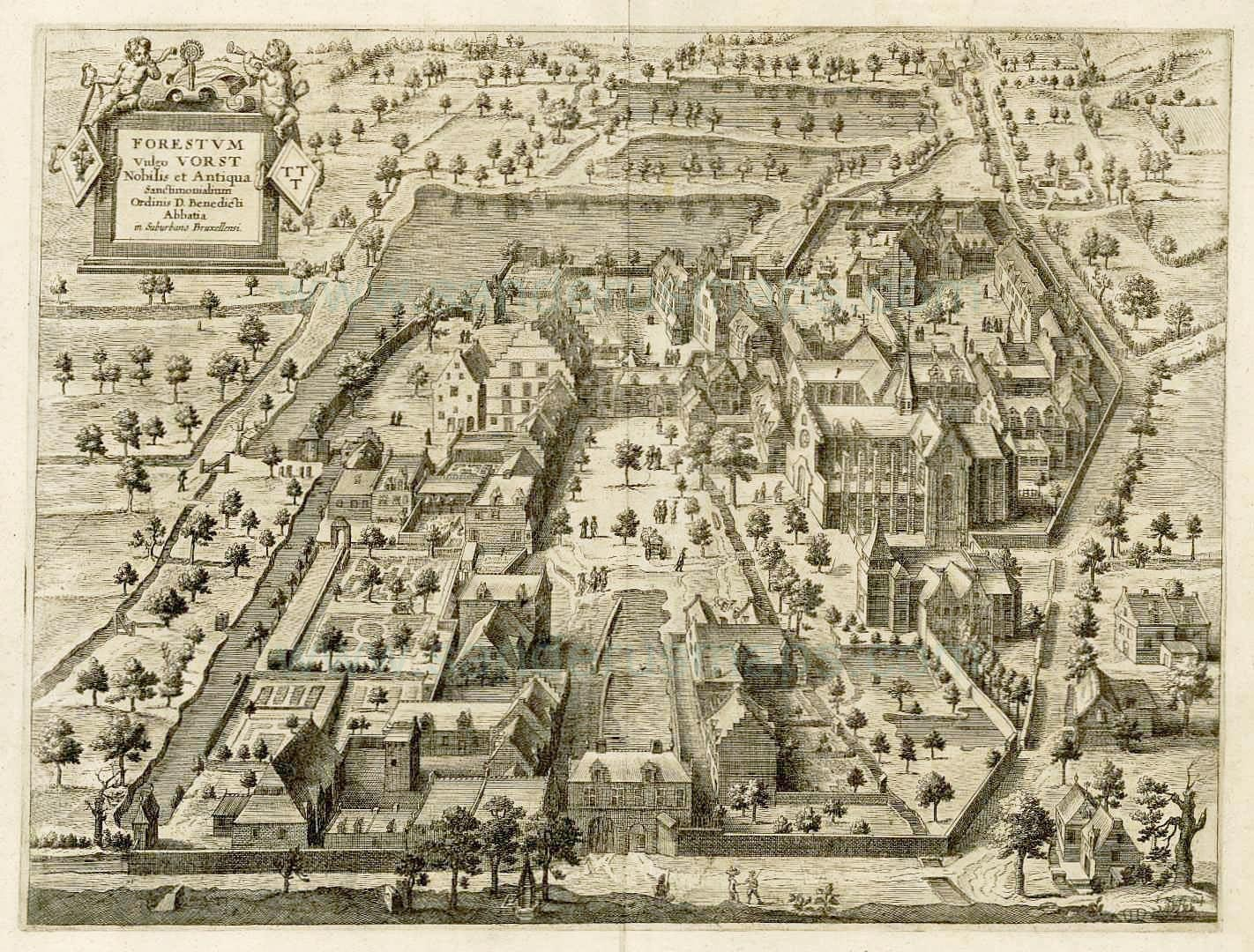
Forestum vulgo Vorst, vue de l'ancienne Abbaye de Vorst, tirée de l'ouvrage d'Antoine Sandérus, Chorographia sacra Brabantiae
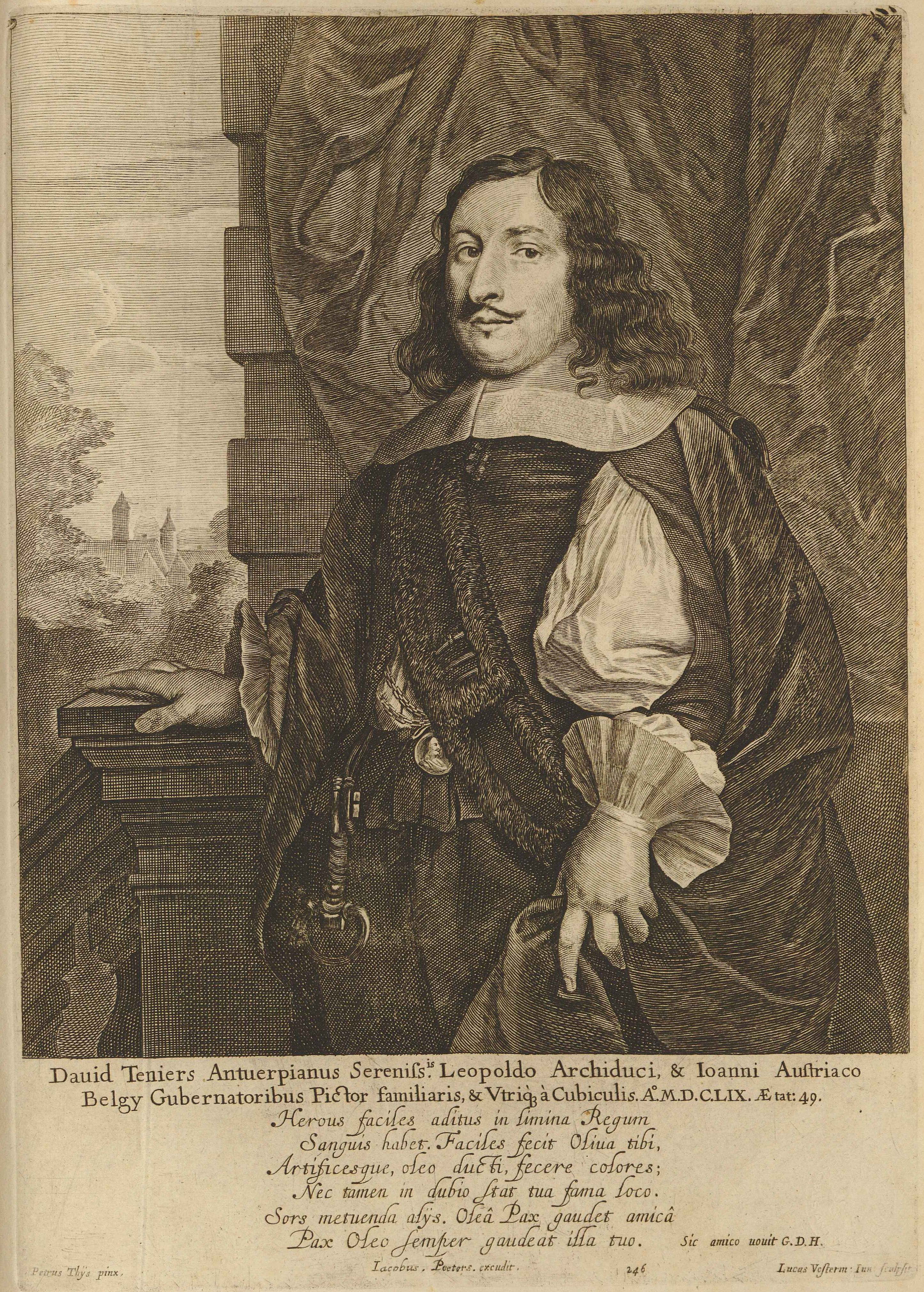
Portrait de David Teniers le Jeune